# شکارچیان اژدها
شکارچیان اژدها (به فرانسوی: Chasseurs de dragons) یک مجموعه انیمیشنی در سبک فانتزی و کمدی است که توسط آرتور کواک ساخته شده و ماجراهای دو شکارچی همکار در دنیای عجیبی از زمان قرون وسطی را دنبال می‌کند که زندگی و خرجشان را با شکار کردن اژدها تأمین می‌کنند. همچنین یک بازی ویدیویی و یک فیلم ۳بعدی بر اساس همین عنوان نیز منتشر شده‌است.